# Sue Thomas: Agentka FBI
Sue Thomas: Agentka FBI (v anglickém originále Sue Thomas: F.B.Eye) je americký seriál vysílaný v letech 2002–2005 na stanici PAX Network. Zrušen byl poté, co se stanice PAX rozhodla zrušit vlastní seriály. V českém znění jej začala vysílat TV Nova.

## Příběh
Sue Thomas je od dětství hluchá. Přesto (a právě proto) se stala agentkou FBI. Při plnění náročných úkolů jí kromě lidských kolegů pomáhá dlouhosrstý retrívr Levi. Celý seriál je založen na skutečném životě Sue Thomasové, která od roku 1979 až do roku 1983 pracovala pro FBI jako specialista pro odezírání ze rtů.

## Hlavní postavy a obsazení
| Deanne Bray    | Sue Thomasová, agentka FBI                              |
| Yannick Bisson | Jack Hudson, agent FBI                                  |
| Rick Peters    | Bobby Manning, agent FBI                                |
| Marc Gomes     | Dimitrius „D“ Gans, starší agent FBI                    |
| Ted Atherton   | Myles Leland III., agent FBI                            |
| Enuka Okuma    | Lucy Dotsonová, office manažerka týmu, spolubydlící Sue |
| Tara Samuelová | Tara Williamsová, počítačová expertka týmu              |

V týmu je také pes, zlatý retrívr Levi.

## Vysílání
| Řada | Díly | Premiéra v USA | Premiéra v USA  | Premiéra v ČR | Premiéra v ČR |
| Řada | Díly | První díl      | Poslední díl    | První díl     | Poslední díl  |
| ---- | ---- | -------------- | --------------- | ------------- | ------------- |
| 1    | 19   | 13. října 2002 | 18. května 2003 | vysíláno      | vysíláno      |
| 2    | 19   | 5. října 2003  | 23. května 2004 | vysíláno      | vysíláno      |
| 3    | 19   | 3. října 2004  | 22. května 2005 | vysíláno      | vysíláno      |

## Produkce
Seriál vytvořili Dave Alan Johnson a Gary R. Johnson pro Pebblehut Productions. I přesto, že se děj odehrává ve Washingtonu, D.C., většina scén se natáčela v okolí Toronta a Ontaria v Kanadě. Víc než polovina produkčního týmu byli Kanaďané. Původně se seriál měl jmenovat Lip Service. Úvodní znělkou je píseň „Who I Am“ od Jessiky Andrewsové, napsaná Brettem Jamesem a Troyem Vergesem.

## České vysílání
V českém znění jej začala vysílat TV Nova nejdříve od roku 2004, nejpozději od počátku června 2007. Dabing pro ni pořídila Česká produkční 2000, resp. CMI Media Services v režii Anny Procházkové. Překlad pořídili Tamara Vosecká, Daniela Margoliusová, Petra Pleskotová, Petr Miklica. Sue Thomasovou namluvila Ivana Milbachová, Hudsona Jan Vondráček, Manninga Vilém Udatný, Ganse Martin Zahálka, Lelanda Ladislav Cigánek, Dotsonovou Petra Jindrová a Williamsovou Jolana Smyčková.